# Franz Emerich
Franz Emerich (* 1496 in Troppau, Schlesien; † 25. Mai 1560 in Wien) war ein österreichischer Arzt und Universitätsprofessor.

## Leben und Wirken
Der aus Schlesien stammende Franz Emerich war der erste Professor für Chirurgie an der Universität Wien. Nachdem er bereits ab 1536 Vorlesungen zum Thema gehalten hatte, wurde 1542 ein eigener Lehrstuhl für Chirurgie an der Universität errichtet. 1548 wurde Emerich Dekan. Er hat sich um die medizinische Wissenschaft seiner Zeit große Verdienste erworben.
Franz Emerich wurde auf dem ehemaligen Friedhof beim Stephansdom beigesetzt. 1907 hat man die Franz-Emerich-Gasse in Wien-Meidling nach dem Mediziner benannt.